# Vercoia japonica
Vercoia japonica is een garnalensoort uit de familie van de Crangonidae. De wetenschappelijke naam van de soort is voor het eerst geldig gepubliceerd in 1995 door Komai.